# TT296
La tombe thébaine TT 296 est située à El-Khokha, dans la nécropole thébaine, sur la rive ouest du Nil, face à Louxor en Égypte.
C'est la tombe d'un dénommé Néfersékhérou (ou Pabasa), scribe des offrandes divines de tous les dieux, officier du trésor, durant le règne de Ramsès II (XIXe dynastie).